# Anacyclus radiatus
Anacyclus radiatus es una especie del género Anacyclus, familia de las asteráceas. 

## Descripción
Anacyclus radiatus es una  especie representada en Canarias por la ssp. radiatus, nativa posible en las islas de Lanzarote, Fuerteventura, Tenerife y La Gomera y con lígulas de color amarillo y por la ssp. coronatus (Murb.) Humphries, nativa en las islas de Lanzarote, Gran Canaria y Tenerife, con lígulas de color blanco y flósculos centrales de color amarillo mostaza.
Se encuentran como malezas en diversos cultivos. Es una especie heterocárpica, los aquenios periféricos y centrales del capítulo son morfológicamente distintivos y con un comportamiento vegetativo distinto.

### Etimología
radiatus: epíteto que significa "estrellado", haciendo referencia a la disposición de las lígulas en los capítulos.

## Citología
Número de cromosomas de Anacyclus radiatus (Fam. Compositae) y táxones infraespecíficos: n=9.

## Sinonimia
- Anacyclus radiatus subsp. radiatus
- Anacyclus radiatus var. sulphureus Braun-Blanq. & Maire
- Anthemis valentina L. (1753)[6]

## Nombres comunes
- Castellano: albihar, albojar, botoncillo, camomila loca, hinojo hato, hinojo morisco, manzanilla de umbría, manzanilla de Valencia, manzanilla loca, margarita, ojo de buey, pajito de Valencia, pancocho. "pajito amarillo (ssp. radiatus) o pajito colorado (ssp. coronatus)".[5]